# Bom Jesus do Monte

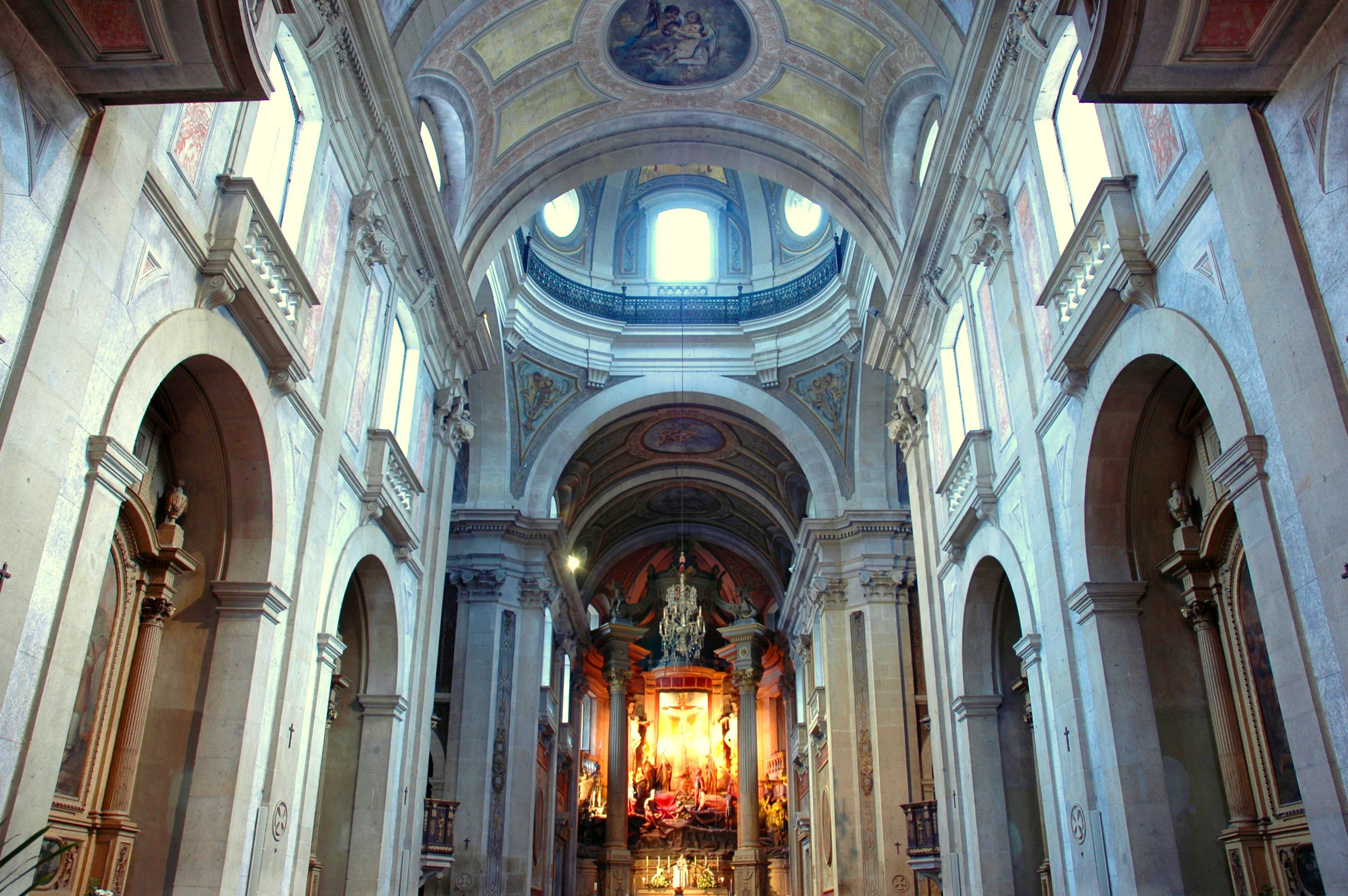
Interior

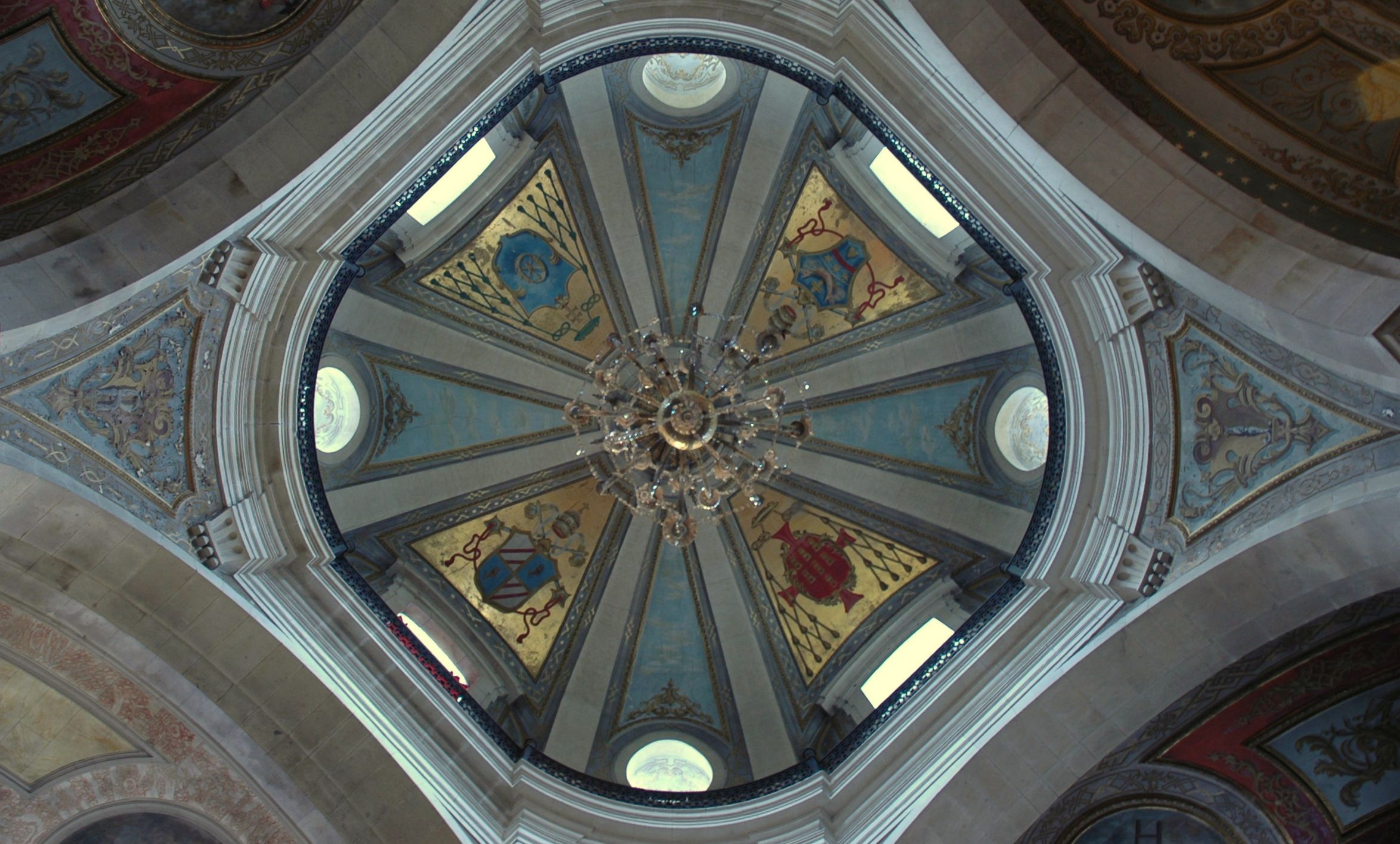
Interior cúpula

Bom Jesus do Monte és un santuari portuguès situat als voltants de la ciutat de Braga, al nord del país.
El santuari és un exemple notable de lloc de pelegrinatge. La seva característica més prominent són les seves escales monumentals barroques, que salven un desnivell de 116 m. És una important atracció turística de la ciutat de Braga.
El disseny del santuari do Bom Jesus, amb la seva naturalesa barroca remarcada per la forma zigzaguejant de les seves escales, ha influït molts altres llocs de Portugal (com Lamego) i el Brasil colonial, com el santuari de Congonhas. Els pelegrins, en pujar les escales, trobaven un programa teològic que contrastava els sentits del món material amb les virtuts de l'esperit, i alhora experimentaven les escenes de la Passió de Crist. La culminació d'aquell esforç era el temple de Déu, és a dir, l'església situada al cim del turó. La presència de diverses fonts al llarg de les escales donen idea de la purificació del creient.
L'església nova (construïda el 1784-1834 per Carlos Amarante) va ser una de les primeres esglésies neoclàssiques de Portugal.

## Història
Nombrosos cims a Portugal i altres parts d'Europa han estat llocs de devoció religiosa des d'antic, i és possible que el turó del Bom Jesus fos un d'ells. Tanmateix, el primer indici de l'existència d'una capella sobre el turó data de 1373. Aquesta capella -dedicada a la Santa Creu- va ser reconstruïda en els segles xv i xvi. El 1629 es va construir una església de pelegrinatge dedicada al Bom Jesus (Bon Jesús), amb sis capelles dedicades a la Passió de Crist.
El santuari actual es va començar a construir el 1722, sota el patrocini de l'arquebisbe de Braga, Rodrigo de Moura Telles. Es pot veure el seu escut d'armes a la porta, al principi de l'escala. Sota la seva direcció es va completar la primera fila d'escales, amb capelles dedicades al Via Crucis. Cada capella està decorada amb escultures de terracota que descriuen la Passió de Crist. També va patrocinar el següent segment d'escales, que té una forma zigzaguejant i està dedicat als Cinc Sentits. Cada sentit (vista, oïda, olfacte, gust i tacte) està representat per una font diferent. Al final d'aquesta escala, es va construir, al voltant de 1725, una església barroca, a càrrec de l'arquitecte Manuel Pinto Vilalobos.

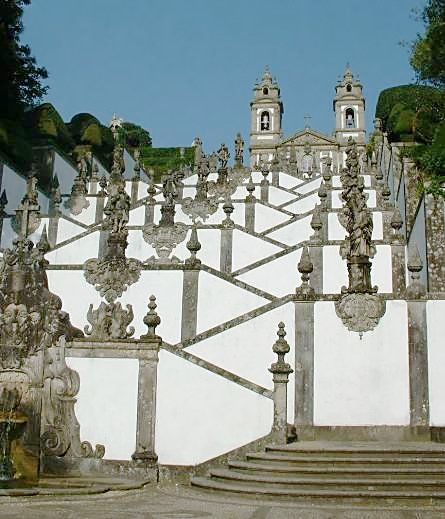
Les escales barroques del santuari

Les obres de les primeres capelles, les escales i l'església es van dur a terme al llarg del segle xviii. En una zona darrere de l'església (l'anomenat Terreiro dos Evangelistas), es van construir, en la dècada de 1760, tres capelles octogonals amb estàtues que descrivien episodis posteriors a la Crucifixió, com la trobada de Jesús amb María Magdalena. El seu disseny exterior s'atribueix al cèlebre arquitecte bracarense André Soares. Al voltant d'aquestes capelles hi ha quatre fonts barroques amb estàtues dels evangelistes, que daten també d'aquella dècada.
Al voltant de 1781, l'arquebisbe Gaspar de Bragança va decidir completar el conjunt afegint un tercer tram d'escales i una nova església. La tercera escala també segueix un patró zigzaguejant i està dedicada a les tres virtuts teologals: fe, esperança i caritat, cada una amb la seva font. L'església vella es va demolir i se'n va construir una de nova seguint un estil neoclàssic, a càrrec de l'arquitecte Carlos Amarante. Aquesta nova església, començada el 1784, tenia decorat el seu interior a començaments del segle xix i va ser consagrada el 1834. El retaule principal està dedicat a la Crucifixió.
Al segle xix, la zona al voltant de l'església i l'escala es va expropiar per convertir-la en un parc. El 1882, per facilitar l'accés al santuari, es va construir l'elevador do Bom Jesus, que unia la ciutat de Braga amb el turó. Va ser el primer de la seva classe que es va construir a la península Ibèrica i encara segueix en ús.